# جاسينتو فاسكيز
جاسينتو فاسكيز (بالإنجليزية: Jacinto Vásquez)‏ هو فارس أمريكي، ولد في 4 يناير 1944 في بنما.